# Granite Knolls
Granite Knolls är en kulle i Antarktis. Den ligger i Östantarktis. Nya Zeeland gör anspråk på området. Toppen på Granite Knolls är 836 meter över havet.
Terrängen runt Granite Knolls är varierad. Trakten är obefolkad. Det finns inga samhällen i närheten. 